# Antonieta de Barros
Antonieta de Barros (Florianópolis, 11 de julho de 1901 – Florianópolis, 28 de março de 1952) foi uma jornalista, professora e política brasileira. Foi uma das primeiras mulheres eleitas no Brasil e a primeira negra brasileira a assumir um mandato popular, tendo sido pioneira e inspiração para o movimento negro, apesar de um grande apagamento de sua história, que vem sendo retomada aos poucos.
Tendo contribuído no parlamento, na imprensa e no magistério, foi uma ativa defensora da emancipação feminina e de uma educação de qualidade para todos. Em 2023, seu nome foi inscrito no Livro de Aço dos heróis e heroínas nacionais, depositado no Panteão da Pátria e da Liberdade Tancredo Neves.

## Primeiros anos
Antonieta nasceu em 11 de julho de 1901. Era filha da lavadeira Catarina de Barros (ou, conforme registro, Catharina do Nascimento Waltrich, ex-escrava de Lourenço Waltrich, um proprietário de terras e escravos - a abolição havia sido promulgada apenas treze anos antes do nascimento de Antonieta) e de Rodolfo José de Barros, um funcionário dos Correios. Tinha, pelo menos, três irmãos - Maria do Nascimento, Cristalino José de Barros e Leonor de Barros.
Seu pai morreu cedo, e sua mãe trabalhava na casa do político Vidal Ramos, pai de Nereu Ramos, que viria a ser vice-presidente do Senado e foi o único catarinense a assumir a Presidência da República. A intermediação dos Ramos ajudaria na futura carreira política. Entretanto, esta não foi a única influência dela: os irmãos de Antonieta eram ativistas de organizações negras nos anos 1920, com um deles tendo fundado um sindicato.
A mãe de Antonieta, Catarina, transformou sua casa em uma pensão para estudantes, e a convivência com esses estudantes ajudou a incentivar Antonieta e sua irmã Leonor a se alfabetizarem. Leonor também se tornou professora, e ela e Antonieta deram aulas para dois governadores catarinenses.

## Educação
Antonieta seguiu os estudos, cursando regularmente o ensino básico na Escola Lauro Müller. Aos 17 anos, começou os estudos na Escola Normal Catarinense. Em 1919, ela já escrevia na Revista da Escola Normal, em um prenúncio de sua futura carreira no jornalismo, e passa a presidir o Grêmio Estudantil no ano seguinte. Ela conclui o curso normal, que formava professoras, em 1921.
Em 1922, cria o Curso Particular Antonieta de Barros em sua casa, voltado para alfabetização da população carente, que foi conduzido por ela durante toda a sua vida. Pretendia seguir no ensino superior, mas, em sua época, o curso de direito era proibido a mulheres.
Depois, se torna professora da Escola Complementar, que funcionava junto a Escola Lauro Müller, passou pelo Colégio Coração de Jesus e também na Escola Normal Catarinense entre 1933 e 1951, do qual foi diretora entre 1944 a 1951, período onde a escola já tinha sido renomeada para Colégio Estadual Dias Velho. Ela foi exonerada da diretoria por motivos políticos em 1951.

## Jornalismo e literatura
A alma feminina se tem deixado estagnar, por milhares de anos, numa inércia criminosa. Enclausurada por preconceitos odiosos, destinada a uma ignorância ímpar, resignando-se santamente, candidamente, ao deus Destino e a sua congênere Fatalidade, a Mulher tem sido, de verdade, a mais sacrificada metade do gênero humano. Tutelada tradicional, irresponsável pelos seus atos, boneca-bibelot de todos os tempos.

Além de professora, atuou como jornalista e escritora, destacando-se pela coragem de expressar suas ideias dentro de um contexto histórico que não permitia às mulheres negras a livre expressão.
Antonieta participou ativamente da vida cultural de seu estado. Fundou e dirigiu o jornal A Semana entre os anos de 1922 e 1927 e é considerada a primeira mulher negra a trabalhar na imprensa catarinense. Neste período, por meio de suas crônicas, veiculava suas ideias, principalmente aquelas ligadas às questões da educação, dos desmandos políticos, da condição feminina e do preconceito.
Dirigiu também a revista quinzenal Vida Ilhoa, em 1930, e escreveu artigos para jornais locais. Com o pseudônimo de Maria da Ilha, escreveu, em 1937, Farrapos de Ideias, o primeiro livro publicado por uma mulher negra em Santa Catarina. Foi por intermédio dele que Antonieta entrou no caminho da política. Trocava correspondências com a Federação Brasileira pelo Progresso Feminino e sua fundadora, Bertha Lutz. Fez parte do Conselho Deliberativo da Associação Catarinense de Imprensa, a partir de 1938.
Segundo a pesquisadora Dra. Luciene Fontão, a literatura de Antonieta "apresenta textos com características temáticas calcadas na crítica social, tendendo ao proselitismo provinciano de caráter urbano e marcado por uma linguagem com forte apelo didático e religioso, no culto aos valores humanísticos e cristãos. Ela representa a resistência da escrita feminina e a presença da mulher escritora na literatura produzida na Ilha de Santa Catarina”.

## Política

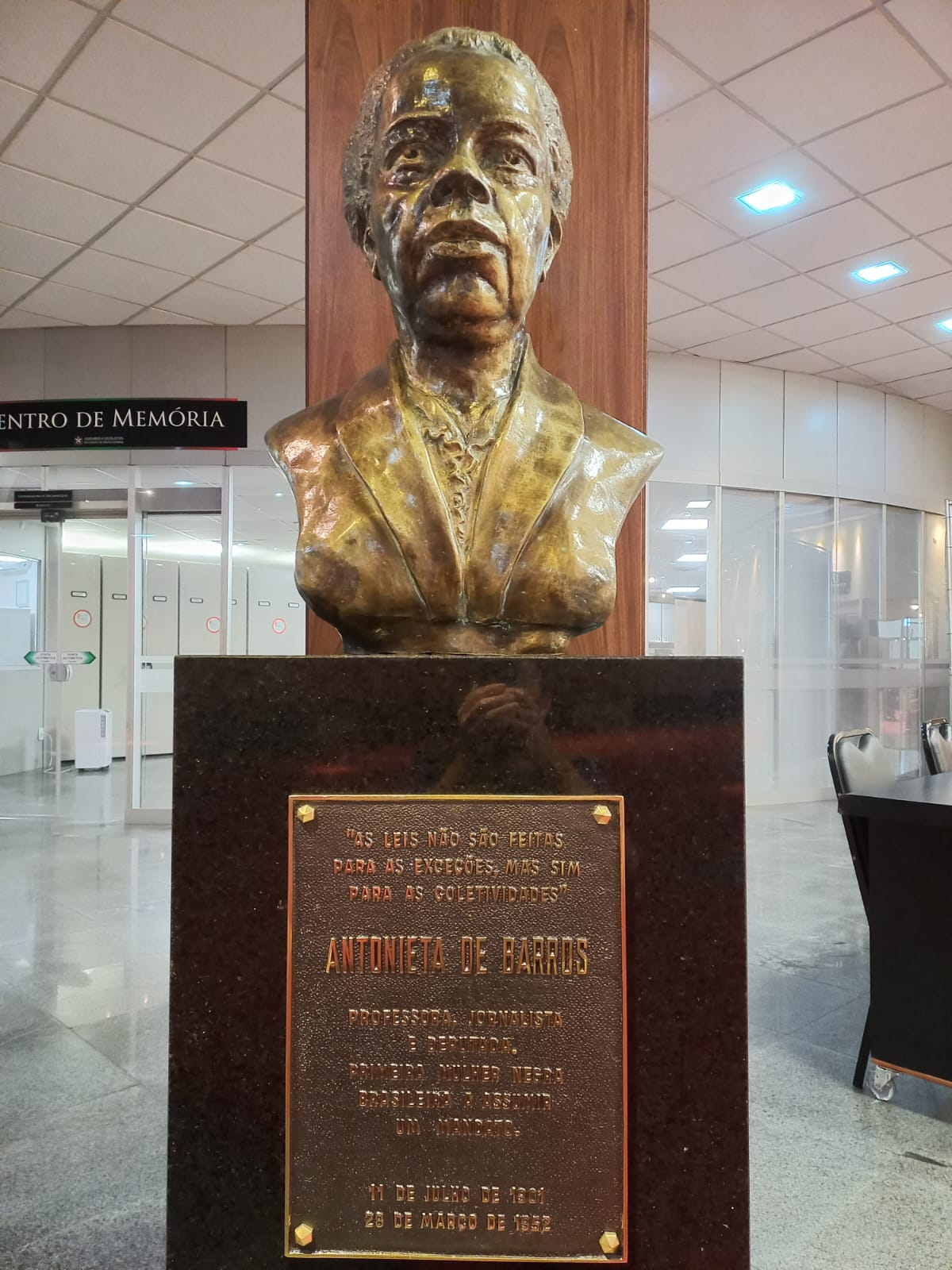
Busto em homenagem a Antonieta de Barros que se encontra na Assembleia Legislativa do estado de Santa Catarina na cidade de Florianópolis.

Em 1925, participou a fundação da Liga do Magistério Catarinense, como primeira secretária, organização que tinha como objetivo a defesa dos professores do Estado de Santa Catarina. Em 1934, acontece a primeira eleição em que mulheres puderam votar e serem votadas para o Executivo e Legislativo no Brasil. Antonieta concorreu para uma das vagas de Deputada Estadual à Assembleia Legislativa catarinense filiada ao Partido Liberal Catarinense (PLC), o que a tornaria suplente. Como Leônidas Coelho de Souza nem chegou a tomar posse por ter sido nomeado prefeito de Caçador, Antonieta assumiu a titularidade do mandato na 1ª legislatura (1935 — 1937). Foi a primeira deputada estadual mulher e negra do país e uma pioneira no combate à discriminação dos negros e das mulheres. Também foi uma das três primeiras mulheres eleitas no Brasil - Alzira Soriano havia sido eleita prefeita sete anos antes e Carlota Pereira de Queirós foi eleita deputada federal no mesmo ano que Antonieta.
Foi constituinte em 1935, sendo responsável pelos capítulos Educação e Cultura e Funcionalismo. Em 19 de julho de 1937, Antonieta presidiu a Sessão da Assembleia Legislativa e se torna a primeira mulher a assumir a presidência de uma assembleia no Brasil. Seu mandato termina com o início do Estado Novo, que fecha os parlamentos de todo o país.
No retorno da democracia, foi deputada estadual na 1ª legislatura (1947 — 1951), como suplente convocada, afiliada ao Partido Social Democrático (PSD). Assumiu o mandato em junho de 1948, quando José Boabaid se afastou, sendo novamente a única mulher no parlamento catarinense. Nessa legislatura, continuou a defesa da educação, sugerindo a concessão de bolsas de cursos superiores para alunos carentes e concursos para o magistério.
Antonieta de Barros é autora da lei estadual nº 145, de 12 de outubro de 1948, que instituiu o dia do professor e o feriado escolar no estado de Santa Catarina. A data escolhida, 15 de outubro, refere-se à promulgação da primeira grande lei educacional do Brasil, sancionada por Dom Pedro I, em 15 de outubro de 1827. Mais tarde, em outubro de 1963, a data seria oficializada no país inteiro pelo presidente da República João Goulart.

## Vida pessoal
A frase é a que epigrafa estas linhas. 
Rimos. É tudo tão pueril, que achamos graça. E, pensamento distante,
perguntamos aos amigos: Mas onde foi isto? Na Alemanha de Hitler, ou nos
Estados Unidos? 
Não é do nosso feitio essa modalidade de comportamento. Somos leais. Leal e agradecida. Sempre fomos. E é um característico dos negros. Fizemos do Magistério o nosso caminho, e agimos sempre respeitando a professora que não morreu em nós, ainda, graças a Deus. Como, pois, a intriga? Compreendemos que a delicada sensibilidade do nobre Deputado tenha sofrido diante daquela frase. Sua Excelência, para a felicidade de todos quantos são arianos – apesar de portador de um diploma de jornalista – não milita no ensino público. Dizemos felicidade porque, à sua Excelência, falta uma das qualidades de professor: não distinguir raças, nem castas, nem classes...

— Antonieta de Barros, no jornal O Estado, em resposta ao insulto de Oswaldo Rodrigues Cabral.
Durante a vida, Antonieta foi uma mulher séria, comprometida e assertiva, mas também enérgica e humana. Era respeitada e admirada por seu espírito de justiça. Ela nunca se casou e era bastante religiosa, sendo devota de Nosso Senhor dos Passos. Apesar da religiosidade, ela pregava a emancipação feminina, principalmente através da educação, o que ocasiona algum repúdio das alas mais conservadoras da Igreja Católica.
Em um episódio em 1951, o historiador Oswaldo Rodrigues Cabral qualificou suas ideias políticas e educacionais como “intriga barata de senzala”. Ela reagiu, assumindo sua condição de mulher e educadora negra, tendo respondido em uma crônica no jornal O Estado depois.  Em sua resposta, Antonieta compara as palavras de Osvaldo Rodrigues Cabral com os Estados Unidos e a Alemanha Nazista, demonstrando consciência das consequências das ideias raciais pelo mundo. Seu posicionamento nesse texto demonstra que não estava alheia ao preconceito racial.
Antonieta faleceu precocemente em 28 de março de 1952, aos 50 anos de idade, devido a complicações diabéticas. Está sepultada no Cemitério São Francisco de Assis, em Florianópolis. O Curso Particular Antonieta de Barros continuou suas atividades até 1964, com sua irmã Leonor de Barros atuando ativamente neste projeto.

## Legado
Antonieta permaneceu até 2012 como a única pessoa negra a assumir um mandato no parlamento catarinense. Segundo a ex-senadora Ideli Salvatti, Antonieta tinha passado por um processo de apagamento histórico - a Assembleia Legislativa de Santa Catarina não tinha sequer fotos dela até Ideli iniciar uma pesquisa durante seu próprio mandato no fim dos anos 1990. Na atualidade, a Assembleia homenageia Antonieta dando seu nome ao Programa Antonieta de Barros, que investe na formação de jovens aprendizes de comunidades carentes, e ao Auditório Deputada Antonieta de Barros, que fica no Palácio Barriga Verde, a sede do parlamento, além de ter colocado sua foto na galeria das deputadas. Antonieta é considerada uma inspiração para o movimento negro e sua história vem, aos poucos, sendo mais difundida fora de Florianópolis.
Antonieta também empresta seu nome à Associação de Mulheres Negras Antonieta de Barros e a uma comenda da Câmara Municipal de Florianópolis, a Medalha Antonieta de Barros, concedida anualmente a mulheres com relevantes serviços em defesa dos diretos da mulher catarinense. Uma premiação chamada Prêmio Antonieta de Barros para Jovens Comunicadores Negros e Negras foi criada pela Secretaria da Igualdade Social do Governo Federal em 2016.
A Escola Antonieta de Barros, no Centro de Florianópolis, está em processo para se tornar o Museu Antonieta de Barros, que também abrigará um instituto de pesquisa voltado à história e cultura negra em Santa Catarina. Ao lado da escola está sediado o Museu da Escola Catarinense (MESC), instituição ligada a Universidade do Estado de Santa Catarina (UDESC). Ambos os prédios fizeram parte do Colégio Estadual Dias Velho durante o período em que Antonieta trabalhou na instituição, e no MESC a sala onde ela foi diretora foi reconstituída como era na época sendo por isso chamada Sala Antonieta de Barros. O nome de Antonieta de Barros também está em alguns logradouros da capital catarinense como o túnel da Via Expressa Sul e uma rua no bairro Canto. 
Os documentos sobre sua vida encontram-se em diferentes instituições pelo estado de Santa Catarina, como nos arquivos da Assembleia Legislativa, da Biblioteca Pública do Estado, da Casa de Memória de Florianópolis, do Instituto Estadual de Educação, além de alguns poucos documentos em outros órgãos.
No dia 5 de Janeiro de 2023, o presidente Luiz Inácio Lula da Silva sancionou o projeto de lei do deputado federal Alessandro Molon, tornando oficialmente Antonieta de Barros uma Heroína da Pátria, com seu nome sendo inscrito no Livro de Heróis e Heroínas da Pátria do Panteão da Pátria e da Liberdade Tancredo Neves.

## Representações culturais

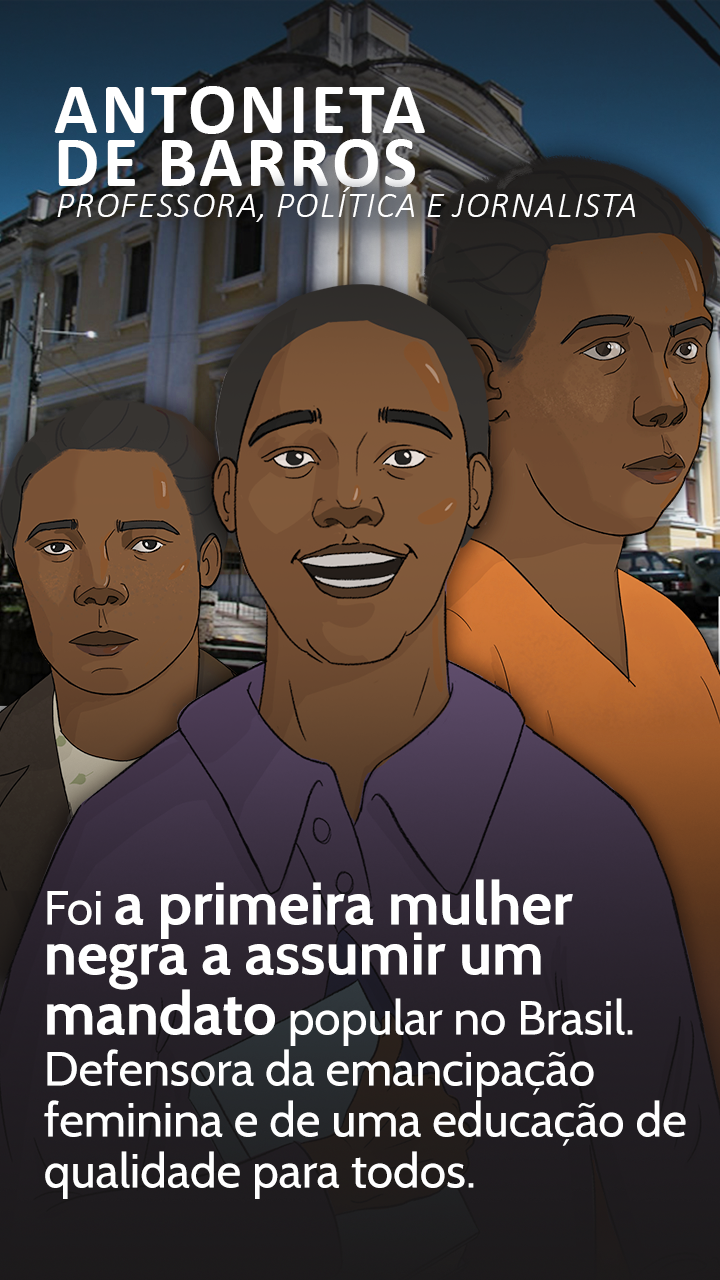
Representação de Antonieta de Barros elaborada para compor material didático.

Em 2021, foi lançado o livro biográfico Antonieta de Barros: Professora, Escritora, Jornalista, Primeira Deputada Catarinense e Negra do Brasil, de Jeruse Romão. Também foi tema do livro infantil de 2019 Antonieta, de Eliane Debus, e do samba-enredo de 2020 da GRES Consulado, Lute como Antonieta. No Centro de Florianópolis, um mural de 32 metros de altura em um prédio foi feito em homenagem a ela na rua Tenente Silveira em 2019.
Algumas séries tiveram episódios dedicados a ela: em Pequenos Grandes Talentos, série exibida na NSC TV em 2019, Ana Letícia da Silva Brochado e Joana Felício interpretaram Antonieta criança e adulta, respectivamente. Já na série Canal da História, do Canal Futura, Alexandra Ucanda interpretou Antonieta. Foi feito ainda um documentário, Antonieta, de Flávia Person, lançado em 2015.